# 2008年北京オリンピックのウズベキスタン選手団
2008年北京オリンピックのウズベキスタン選手団（2008ねんペキンオリンピックのウズベキスタンせんしゅだん）は、2008年8月8日から8月24日にかけて中国の北京を主として開催された2008年北京オリンピックのウズベキスタン選手団、およびその競技結果。

## 概要
今大会は銀メダル1個、銅メダル3個、合計4個のメダルを獲得した。

## メダル
| メダル | 選手名                   | 競技         | 種目          |
| ------ | ------------------------ | ------------ | ------------- |
| 銀     | アブドゥロ・タングリエフ | 柔道         | 男子100kg超級 |
| 銅     | アントン・フォキン       | 体操         | 男子平行棒    |
| 銅     | エカテリーナ・キルコ     | トランポリン | 女子個人      |
| 銅     | リショド・ソビロフ       | 柔道         | 男子60kg級    |

## 水泳

### 競泳
- Petr Romashkin（男子100m自由形）
- ダニル・ブガコフ（男子100m背泳ぎ）
- Ivan Demyanenko（男子100m平泳ぎ）
- Ibrahim Nazarov（男子200m自由形）
- Sergey Pankov（男子200m背泳ぎ）

## 柔道
- リショド・ソビロフ（男子60kg級 銅メダリスト）
- Mirali Sharipov（男子66kg級）
- ショキル・ムニノフ（男子73kg級）
- Khurshid Nabiev（男子90kg級）
- ウトキル・クルバノフ（男子100kg級）
- アブドゥロ・タングリエフ（男子100kg超級 銀メダリスト）
- Zinura Djuraeva（女子52kg級）
- Mariya Shekerova（女子78kg超級）